# Agréau
Der Agréau ist ein Fluss in Frankreich, der im Département Yonne der Region Bourgogne-Franche-Comté verläuft. Er entspringt im südwestlichen Gemeindegebiet von Mézilles, entwässert generell Richtung Nordwest bis Nord durch die Landschaft des Puisaye und mündet nach rund 24 Kilometern im Gemeindegebiet von Charny Orée de Puisaye als linker Nebenfluss in den Branlin.

## Orte am Fluss
(Reihenfolge in Fließrichtung)
- Villeneuve-les-Genêts
- Champignelles
- L’Ordereau, Gemeinde Charny Orée de Puisaye